# Нижняя Ведуга (Таловский район)
Нижняя Ведуга — посёлок в Таловском районе Воронежской области России.
Входит в состав Александровского сельского поселения. Ранее находился в составе Васильевского сельского поселения в Таловском районе.

## География
Поселок Нижняя Ведуга расположен в 8 км западнее поселка городского типа Таловая, на реке Сухая Чигла вблизи остановочной площадки Леоновка железной дороги Харьков — Балашов (Лиски — Саратов).
В посёлке имеется одна улица — Степная.

## История поселка
Основан в середине 1920-х годов переселенцами из села Нижняя Ведуга Семилукского района, получив такое же название.
Все переселенцы в район Таловой являлись потомками нескольких фамилий киевских рейтар из списка во главе с Я. Ефановым, получивших землю в 1672г в Землянском уезде.
Рейтары — особый вид конного войска, вооруженный огнестрельным оружием. В 17 веке в составе полков «нового строя» Московского царства рейтары размещались в том числе в г. Киеве, в рейтарской слободе, участвовали в войнах того времени. Сейчас на этом месте в Киеве Рейтарская улица. По завершении службы отставным рейтарам выделялись свободные земли для ведения хозяйства. Группа киевских рейтар получила в 1672г земли вблизи рек Ведуга и Гнилуша Землянского уезда и основала село Киевка. В последующем это село вошло в состав рядом расположенного более крупного села Нижняя Ведуга. По своему социальному положению жители Киевки считались однодворцы. Название села «Ведуга» произошло по названию одноименной реки, притока Дона, которое, в свою очередь, принесено, как считал Загоровский, Владимир Павлович, в 12 веке с территории Черниговского княжества наряду с названиями таких притоков Дона, как Воронеж и Девица.
Переселение в район Таловой состоялось на земли, отобранные Советской властью у крупных землевладельцев. Усадьбы этих землевладельцев были разобраны жителями окрестных сел, через пару десятков лет не осталось следов и от окружавших усадьбы садов.
Причины переселения объясняются легендой, связанной с видной деятельницей Советской власти Р.Землячкой. До революции 1917г один из жителей Киевки оказал ей услугу, помогая скрыться от полиции. В 1920-х годах он обратился к ней за советом, как поступить жителям Киевки при новой власти. Землячка, Розалия Самойловна ему объяснила, что они по сути являются кулаками, с которыми новая власть будет бороться, и посоветовала искать выход путем образования коллективных хозяйств.
Поэтому переселенцы образовали товарищество по обработке земли (ТОЗ) и начали обустраивать хозяйство на новом месте. Построили дома, хозяйственные постройки. Имелся необходимый инвентарь для обработки земли, умение и желание работать и их хозяйственная деятельность была вполне успешной.
Однако, это не спасло их от проводимых в 1930-х годах мероприятий по организации колхозов, в том числе проводилось раскулачивание . Были ссылки, Грошев Митрофан Егорович был расстрелян в г.Бобров (город).
В Великую Отечественную войну жители поселка несли тяготы наравне со всей страной. Мужчины были мобилизованы, не все вернулись с фронта, некоторые вернулись покалеченными. Последним погибшим в боях, уже после завершения Великой Отечественной, был Крутских Василий Романович, летчик, погибший в Корее. Обстоятельства его гибели описаны в книге Сейдова И. А.
Фронт до поселка не дошел, остановился в 1942г в 80 км от него по Дону. Авиация немцев бомбила железную дорогу. Потом зимой 1942-43гг по этой дороге шли эшелоны с обмороженными под Сталинградом немцами и их союзниками.
Во время войны в поселке собралось множество людей, бежавших из городов, — родственников и не только. При всем этом, благодаря взаимовыручке и трудолюбию жителей, голода в поселке не было.
В послевоенное время поселок жил по тем же законам, что и вся сельская часть страны. Со времени раскулачивания стали появляться новые жители, не связанные с первоначальными поселенцами. Молодежь стремилась в города. Ряд фронтовиков остались служить в армии. Один из них — Крутских Илья Иванович, дослужился до генерал-майора. В поселке была начальная школа, клуб, детсад. В процессе проводимых укрупнений колхозов жители поселка оказались бригадой в составе более крупных объединений. Число жителей уменьшалось.
В настоящее время в поселке единицы постоянных жителей, в основном, пенсионеров. Однако, большинство домов сохранилось и используются как дачи, прежде всего потомками первых переселенцев.

## Население
| 2010 |
| ---- |
| 34   |

## История края
Воронежский край издавна заселен людьми. Например, в 100 км от поселка находятся раскопки поселений времен палеолита в районе села Костёнки (палеолитическая стоянка).
В степях, где расположен поселок, на протяжении тысяч лет кочевали многие народы. После заселения края русскими еще долго сохранялись многочисленные курганы, впоследствии исчезнувшие после распашки степей. Проведенные невдалеке от близлежащего села Новая Чигла раскопки на месте остатков кургана показали, что это сарматский могильник начала 1-го тысячелетия н. э.
Села Старая Чигла , Новая Чигла и Верхняя Тишанка были первыми крупными поселениями русских в районе размещения поселка. Они появились в конце 17-го — начале 18-го веков. Само название реки «Чигла» по одной из трактовок произошло от тогдашнего названия пограничного знака — «щегла», так как река являлась пограничной с кочевыми народами.
С 18-го века шло интенсивное заселение окрестных земель, которые стали принадлежать известным царским вельможам. Отсюда такие названия населенных пунктов, как Орловка, Бутурлиновка и т. п. В селе Хреновом графом Орловым был создан знаменитый, существующий по настоящее время, Хреновской конный завод.
Во время Гражданской войны в районе Новой Чиглы и Таловой шли напряженные бои Красной Армии с белоказаками.
Из окрестных мест вышло много знаменитых на всю страну людей. Например, известный книгоиздатель, друг А. П. Чехова — Суворин, Алексей Сергеевич (село Коршево), лауреат Нобелевской премии Черенков, Павел Алексеевич (село Новая Чигла) и др..

## Природа края
Поселок расположен в местности, называемой Каменная степь, что и определяет все природные особенности. С точки зрения ведения сельского хозяйства это, с одной стороны, наличие плодородных черноземов, с другой — недостаток влаги.
Животный мир многообразен, но меняется под воздействием человека. Например, со времени образования поселка исчезли волки и дрофы.
На момент образования поселка деревья были представлены только тальником по берегам реки, вокруг были поля и безлесая степь. Ближайшие природные леса расположены в 15-20 км от поселка (Хреновский бор и Шипова дубрава). Ситуация изменилась в послевоенные годы, когда началась высадка лесополос, покрывших степи на протяжении многих сотен километров. Сейчас в районе поселка доминируют древесные породы, присущие этим лесополосам, то есть быстрорастущие и засухоустойчивые, такие, как некоторые виды клёна и карагач.
Основная проблема природы края в настоящее время — ее сохранение. Степь и немногочисленные и маловодные реки крайне чувствительны к индустриальным методам ведения сельского хозяйства (крупные фермы, удобрения, пруды для откорма рыбы и т. п.) и, тем более, к промышленным выбросам.
Характерным примером является река Сухая Чигла. В 1970-х годах, благодаря кампании по «химизации сельского хозяйства», окрестные поля были завалены минеральными удобрениями, смываемыми в реку. Река заросла водорослями, многие породы рыб и других живых организмов исчезли. От окончательной гибели реку спас развал экономики, связанный с распадом Советского Союза. Постепенно в районе поселка она ожила, хотя уже не в первозданном виде.
Развитие новой российской экономики опять нанесло удар по реке. Поскольку она протекает через райцентр Таловая, то его стоками она практически уничтожена на всем протяжении до поселка. Идет видимая деградация реки и в поселке. Большую потенциальную опасность в этой связи представляют также начинаемые в восточных от Таловой районах (Елань-Колено, Новохоперск) разработки цветных металлов.